# Cattolica de Stilo
La Cattolica de Stilo es una pequeña iglesia bizantina del siglo IX de Italia, de planta central y forma cuadrada, que se encuentra al pie de la falda del monte Consolino en la pequeña localidad de Stilo, en la provincia de Reggio Calabria.
Desde 2006 forma parte  de la lista indicativa de la UNESCO, paso previo para ser declarado Patrimonio de la Humanidad, bajo la denominación «Monasterio Cattolica en Stilo y complejos basilio-bizantinos», con otros 7 sitios de Calabria. En 2015 fue elegida para representar a la región de Calabria, en la Expo 2015.

## El nombre
La denominación de Cattolica era para indicar la categoría de chiese privilegiate [iglesia privilegiada] de primer grado según la nomenclatura utilizada bajo el dominio bizantino en las provincias de la Italia meridional (sujetas al rito griego); la definición de katholikì se usaba sólo con las iglesias equipadas con baptisterio. Esto se ha mantenido hasta hoy en cierta localidades ligados por tradición a este título, como la iglesia Cattolica dei Greci de Reggio Calabria, que fue la primera de la ciudad.

## Historia
Sometida al imperio bizantino hasta finales del siglo XI, la Calabria actual conserva muchos testimonios de arte orientalde esa época, siendo la Cattolica un buen ejemplo.
La Cattolica era la iglesia madre de las cinco parroquias del país, gobernada por un vicario perpetuo (sucedido al protopapa de la época bizantina), que tenía derecho a sepultura en su interior. Hay testimonio de restos humanos encontrados en una tumba de mármol con un valioso anillo.

## Arquitectura

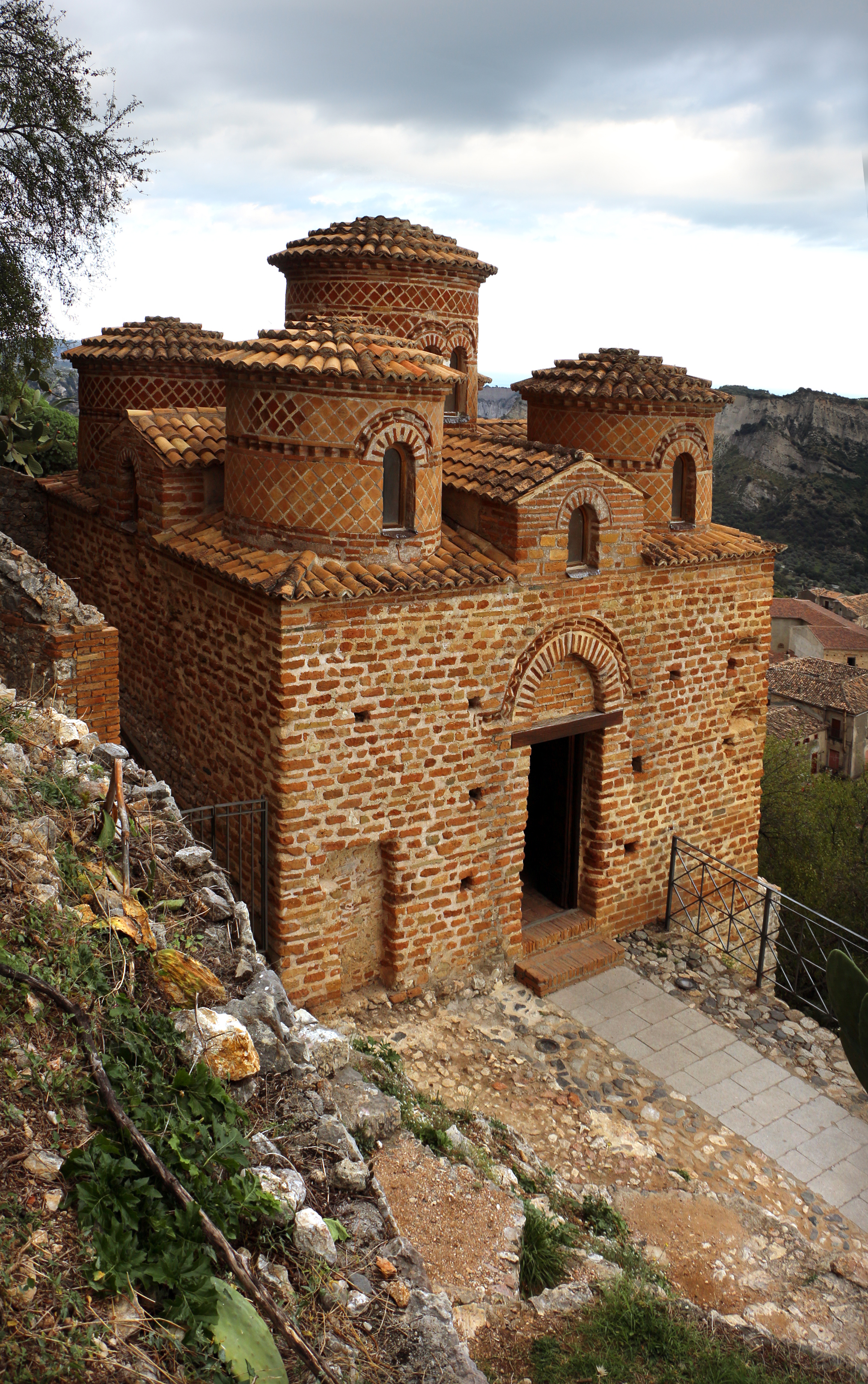
Trasera de la Cattolica

La Cattolica de Stilo es una iglesia de arquitectura bizantina, similar al tipo de iglesia en cruz inscrita en un cuadrado, típica de la época media bizantina. En el interior cuatro columnas dividen el espacio en nueve partes aproximadamente iguales.  El cuadrado central y los angulares están cubiertos por cúpulas sobre columnas de parecido diámetro; la cúpula central es ligeramente más alta y tiene un diámetro mayor. En uno de los lados tiene tres ábsides.
Este tipología es similar a la de las iglesias de San Marco de Rossano y San Giorgio di Pietra Cappa cerca de San Luca y a la de los Otomanos de Reggio Calabria,  en su forma original.

### Exterior
El aspecto general del edificio es de forma cúbica, realizado con un entretejido particular de grandes ladrillos unidos entre sí con mortero. El uso de material cerámico (más costoso en la época, pero más fácil de usar) y la técnica utilizada por los constructores no tiene explicación unánime: Paolo Orsi, superintendente del Museo Nacional de Reggio Calabria, data los ladrillos como «cortinas cerámicas de la buena época imperial», a diferencia de otros estudiosos que piensan que se utilizaron para «disolver la plasticidad de la pared acentuando el grano y el color del material».
En el lado oeste del edificio se encuentra sobre la roca desnuda, mientras que el lado este, que termina con tres ábsides, apoya su peso sobre tres bases de piedra y de material de ladrillo.
Externamente, la Cattolica está casi desprovista de decoración, aparte de las pequeñas cúpulas que son ricos, revestidas de plaquetas cocidas cuadradas dispuestas en rombo, y de dos cornisas de ladrillos dispuestos en diente de sierra siguiendo las ventanas.

### Interior

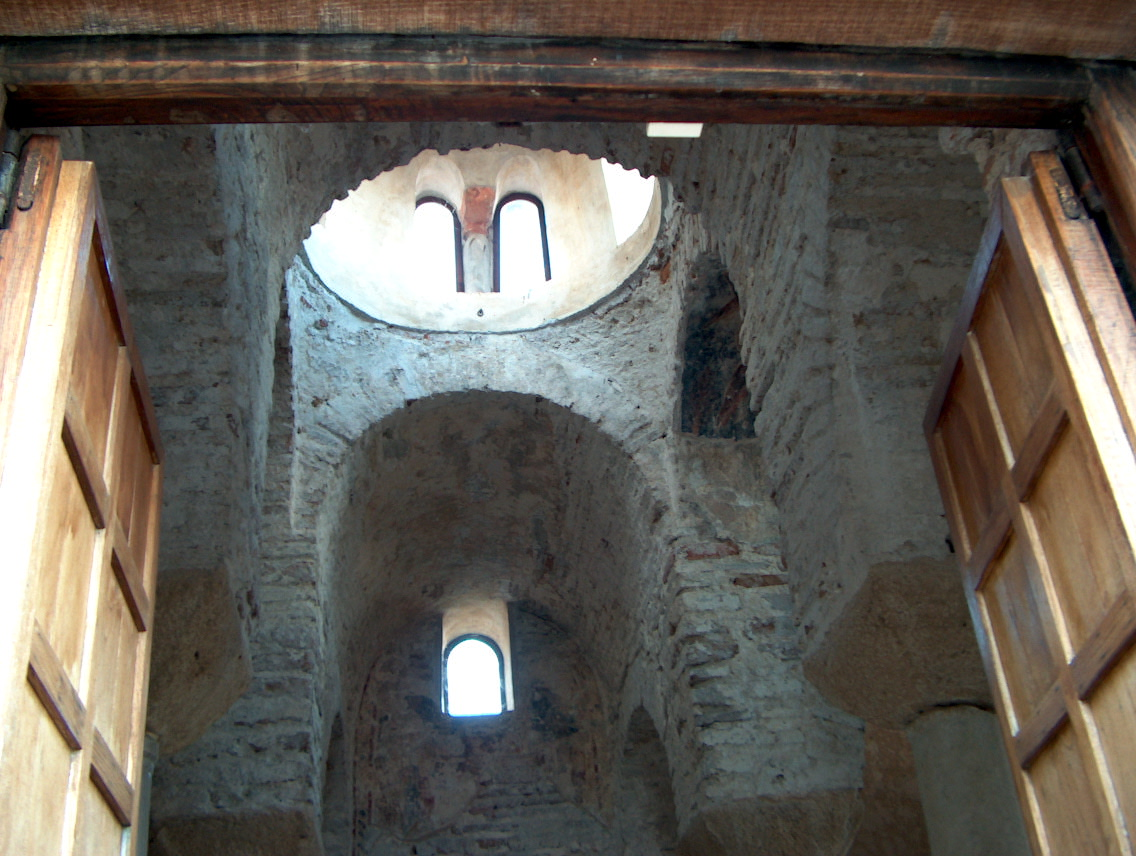
Vista interior

La particular disposición de las fuentes de luz en el interior resalta el espacio y confiere mayor impulso (con un sutil recordatorio del mecanismo simbólico de la jerarquía y la escala humana). Esta expansión del espacio sirvió para destacar los frescos que recubrían originalmente por entero las paredes de la iglesia, decoraciones pictóricas a las que se le dio la tarea de descontextualizar la superficie muraria.
El pequeño ambiente en la iglesia dispone de tres ábsides en la parte oriental, el del medio (el bema) aloja el propio altar, el norte (la prótesis) acogía el rito de preparación del pan y del vino, mientras que el sur (el diakonikon) custodiaba los vasos sagrados y servía para vestir a los sacerdotes antes de la liturgia.
Sobre el ábside izquierdo se colocó una campana (de fabricación local) de 1577, que se remonta a la época cuando la iglesia fue convertida al rito latino, que representa una Virgen con el Niño en relieve y, limitada por cruces, una inscripción:

Verbum Caro Factum Est Anno Domini MCLXXVII Mater Misericordiæ

Una pieza de columna antigua en el ábside prótesis, se utilizó como una cantina para la conservación de la Eucaristía, mientras que las cuatro columnas que sostienen las cúpulas, se apoyan sobre bases diferentes, recuperadas de una época mucho más antigua (por ejemplo, una base jónica básica invertida insertado sobre un capitel corintio, o incluso un capitel jónico al revés).
No se puede excluir un posible uso de la  Cattolica  como oratorio musulmán, como por otra parte, es posible que las columnas pueden haber sido traídas ya cinceladas; dado que los árabes, cuyo objetivo general no era la conquista de la región, sino su saqueo, inexplicablemente no destruyeron la pequeña iglesia bizantina, sino que decidieron elevarla a lugar de culto y de oración, tal vez porque se sintieron atraídos por su belleza, y su ubicación particular.

## Galería de imágenes

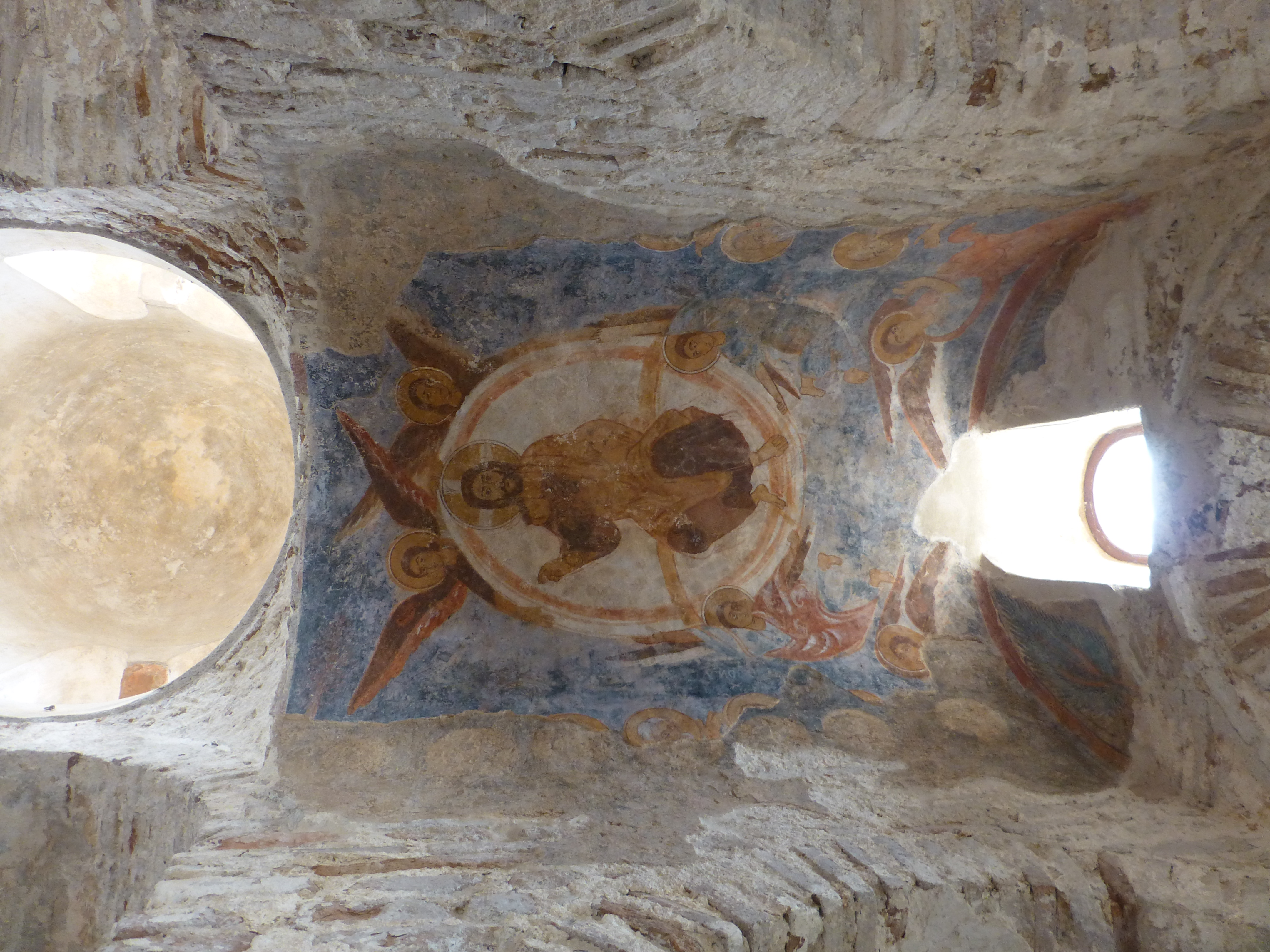
Fresco  del Pantocrátor
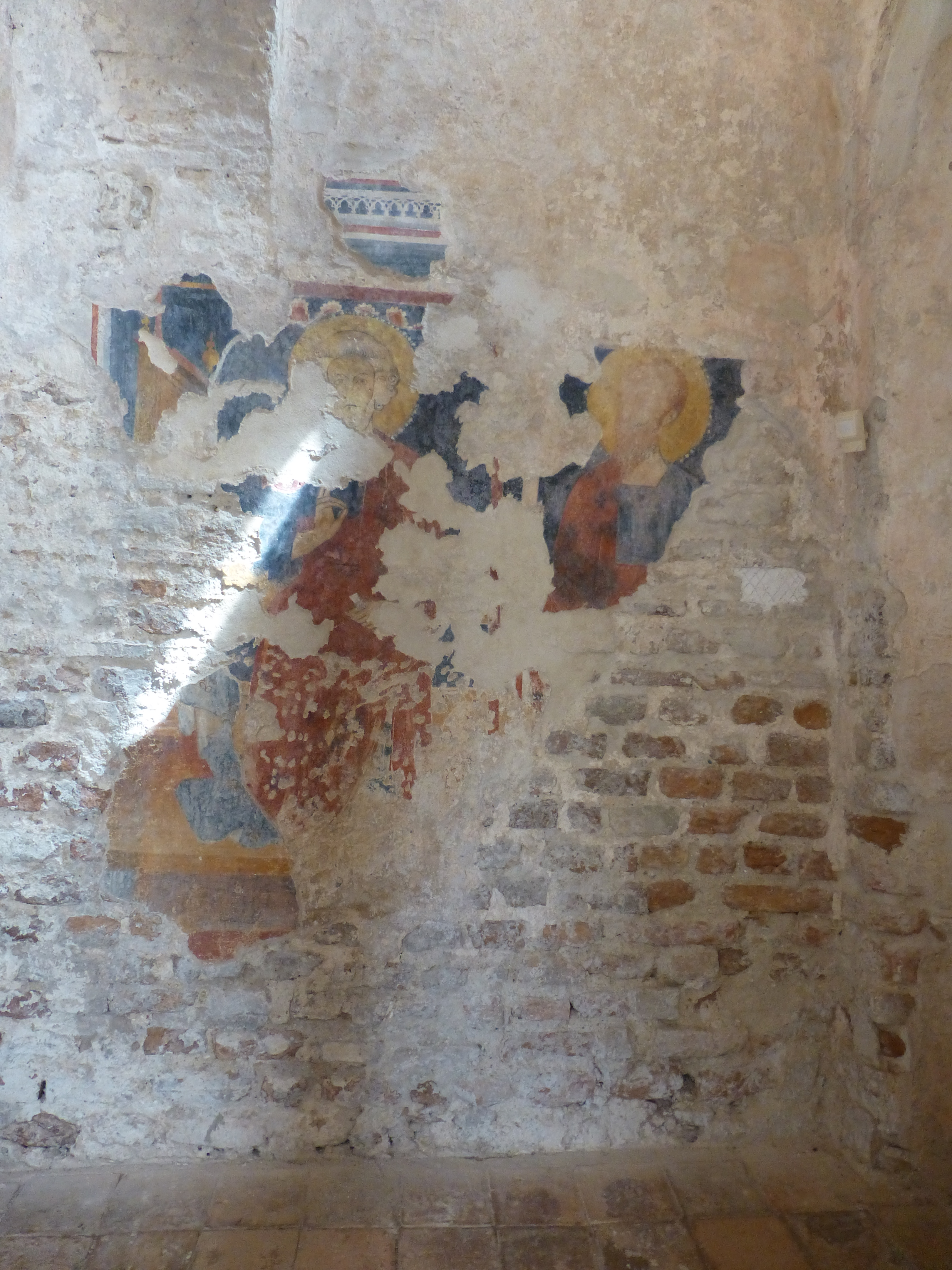
Fresco 1
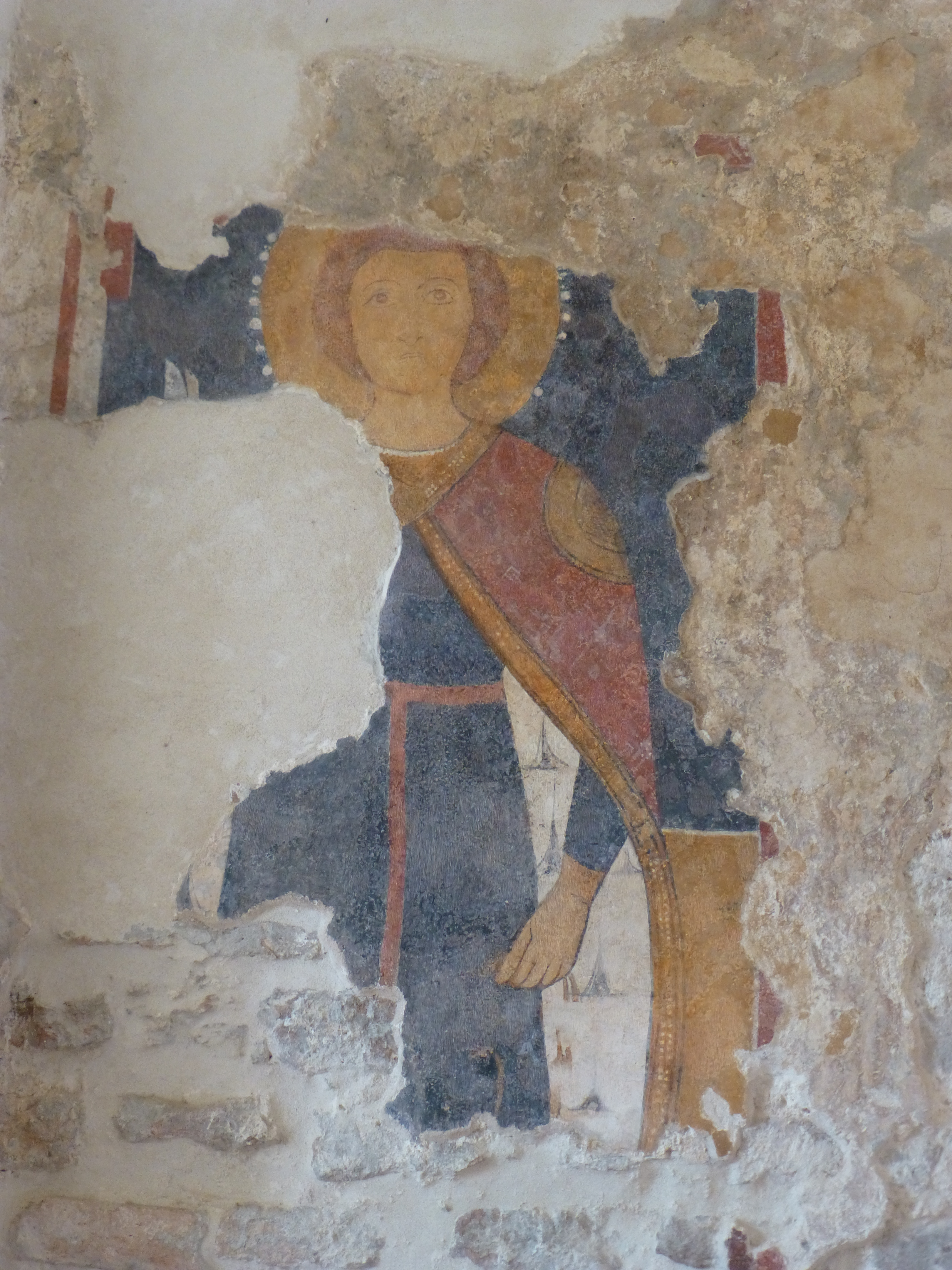
Fresco 2
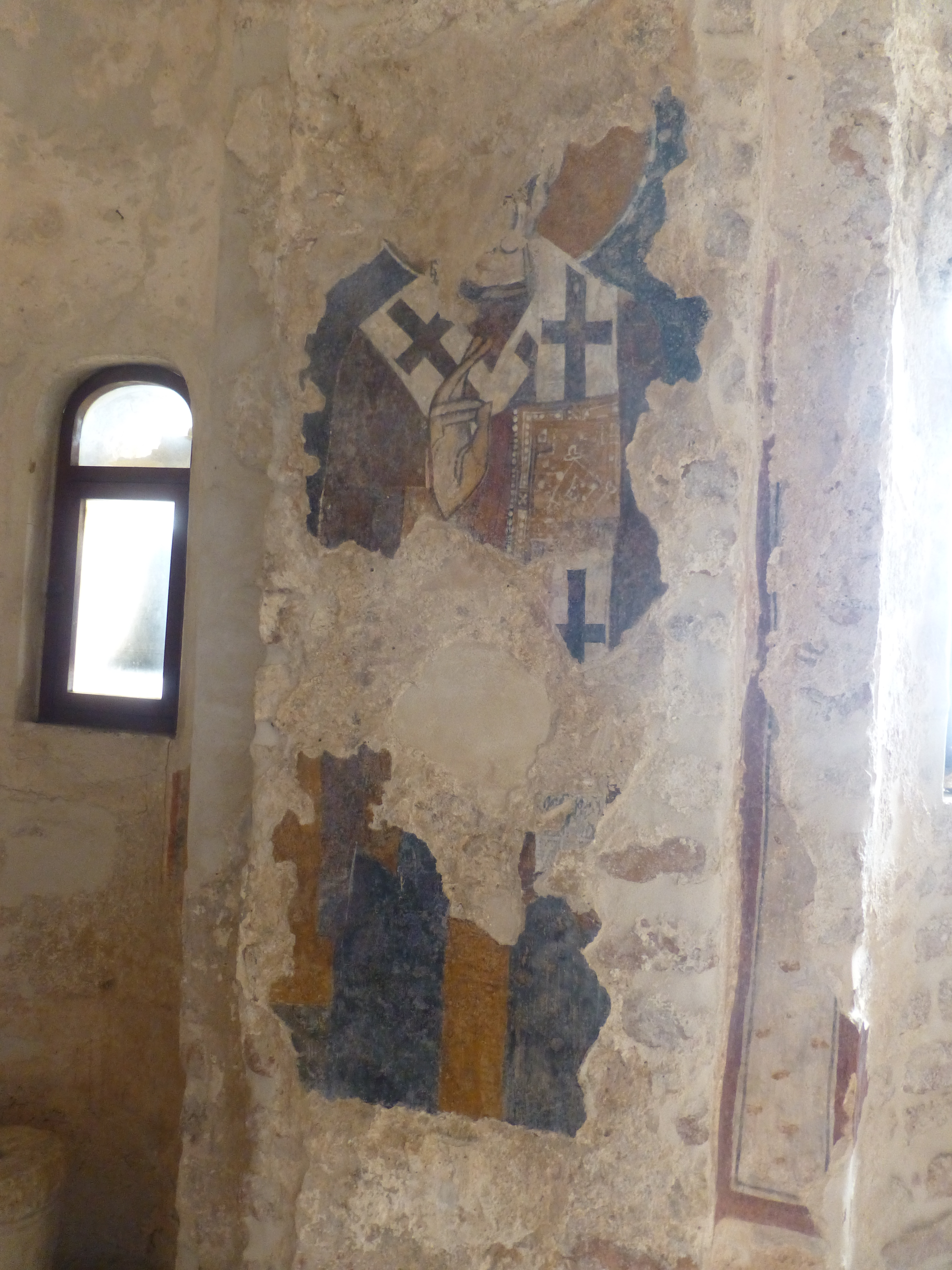
Fresco 3
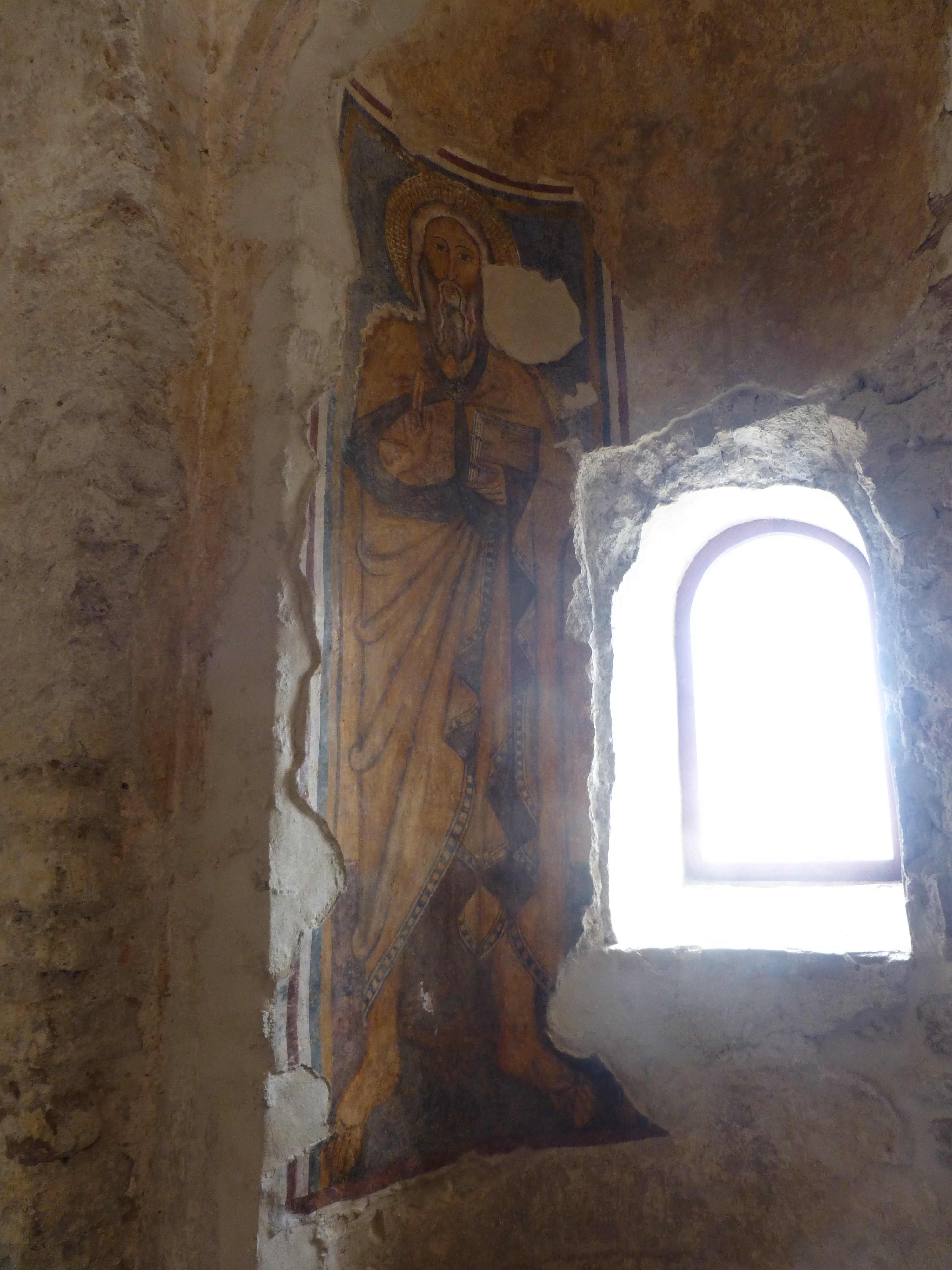
Fresco 4
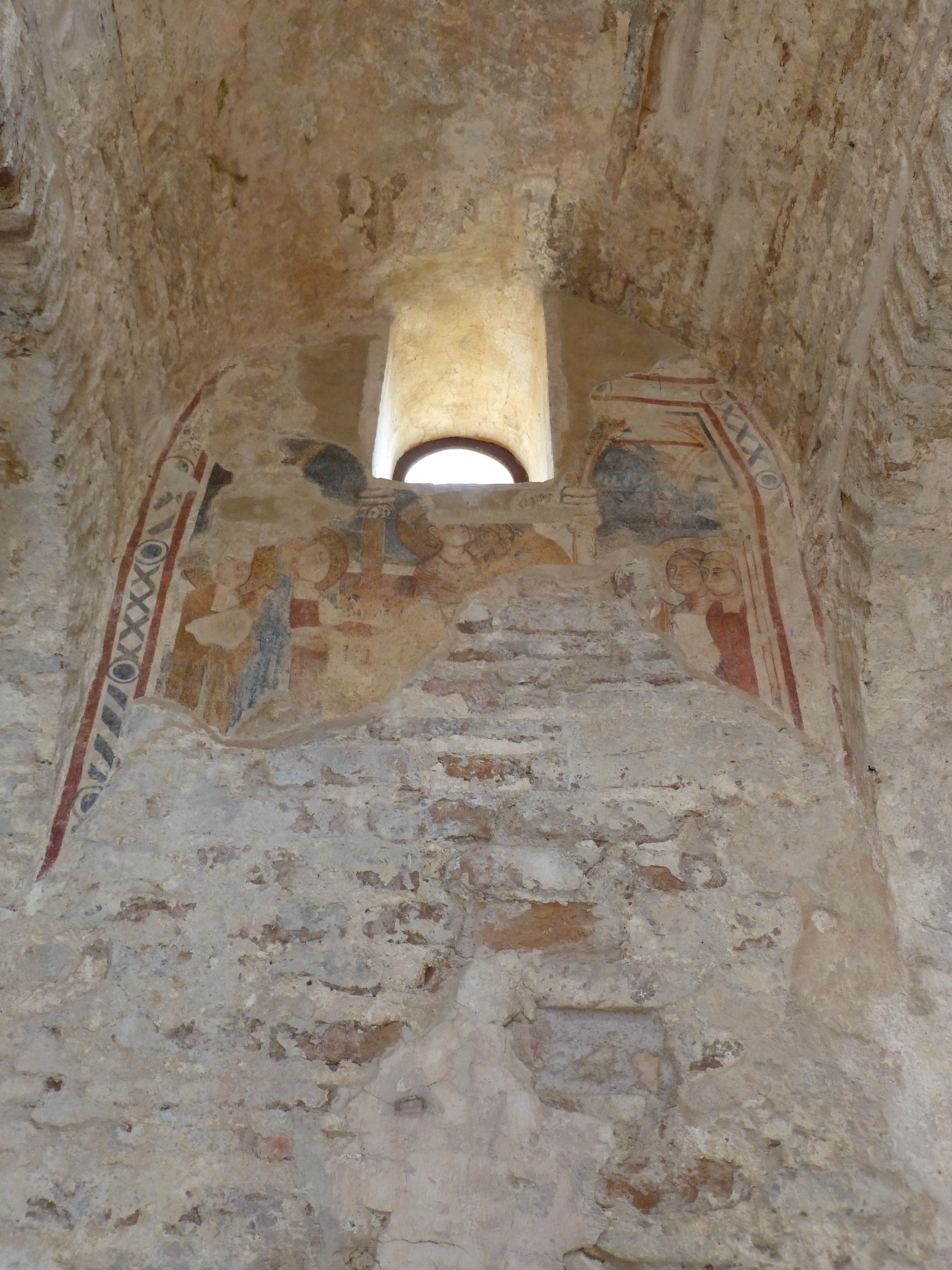
Fresco 5
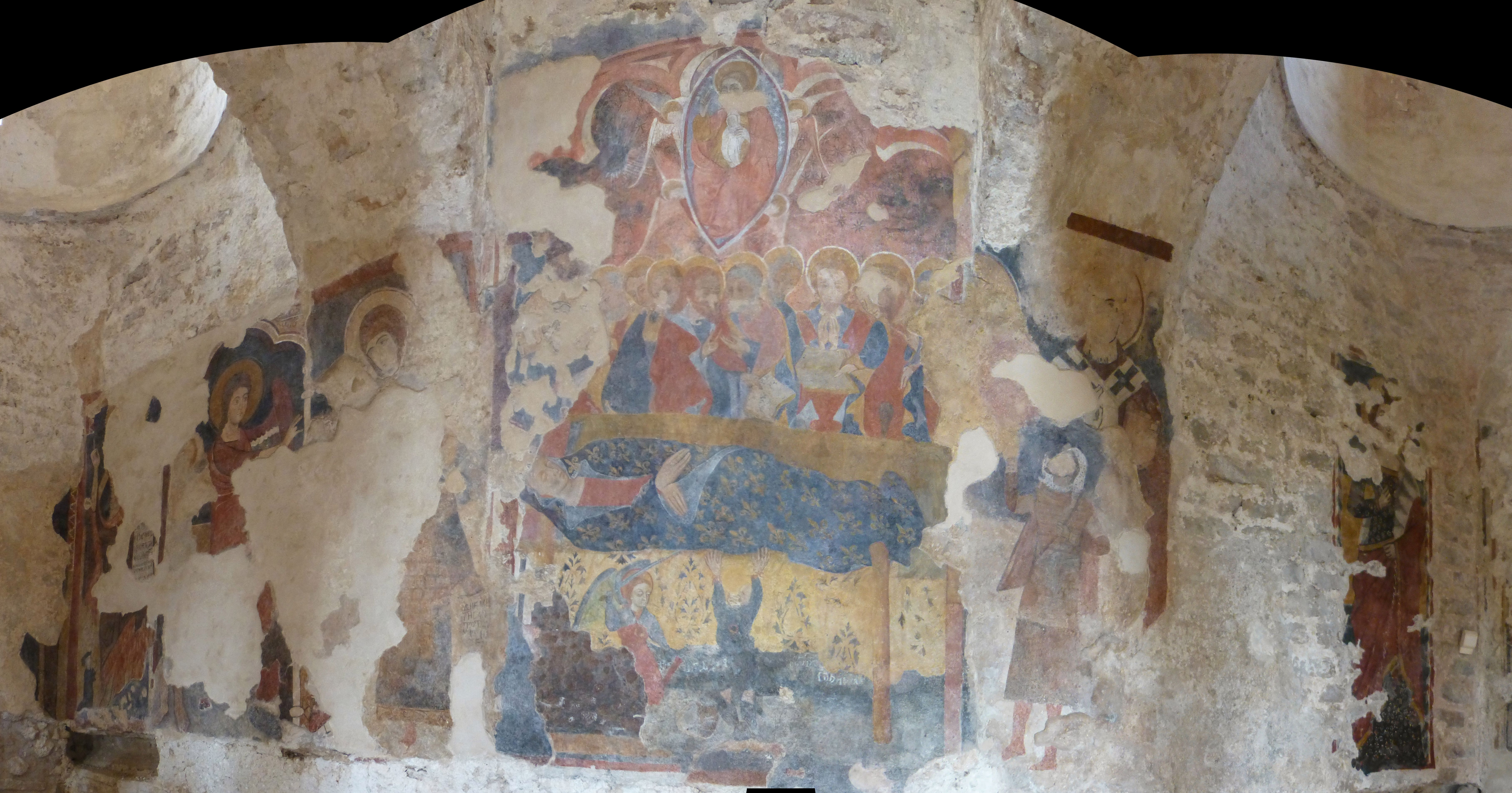
Fresco 6